# Sydafrikas Grand Prix 1962
Sydafrikas Grand Prix 1962 var det sista av nio lopp ingående i formel 1-VM 1962. Detta var det första VM-loppet som kördes i Sydafrika.

## Rapport
Striden om förarmästerskapstiteln stod mellan Graham Hill i BRM och Jim Clark i Lotus. Eftersom endast de fem bästa resultaten räknades in i mästerskapet var Clark tvungen att vinna loppet för att vinna sammanlagt. Clark startade från pole position och Hill från platsen bredvid. I andra raden stod Jack Brabham och Innes Ireland och i den tredje John Surtees och Tony Maggs.
Clark tog ledningen före en jagande Hill, som dock inte hängde med. Bakom pågick en kamp om tredjeplatsen mellan Bruce McLaren, Surtees och Maggs. Efter 20 varv ledde Clark med 13 sekunder. Surtees fick motorproblem och fick bryta loppet. När 25 varv återstod började det ryka från Clarks bil och några varv senare var han tvungen att bryta på grund av en oljeläcka. Hill vann loppet före McLaren och Maggs och därmed också förartiteln.

## Resultat
1. Graham Hill, BRM, 9 poäng
2. Bruce McLaren, Cooper-Climax, 6
3. Tony Maggs, Cooper-Climax, 4
4. Jack Brabham, Brabham-Climax, 3
5. Innes Ireland, BRP (Lotus-Climax), 2
6. Neville Lederle, Scuderia Scribante (Lotus-Climax), 1
7. Richie Ginther, BRM
8. John Love, John Love (Cooper-Climax)
9. Bruce Johnstone, BRM
10. Ernie Pieterse, Ernest Pieterse (Lotus-Climax)
11. Carel Godin de Beaufort, Ecurie Maarsbergen (Porsche) (varv 70, bränslesystem)

### Förare som bröt loppet
- Jim Clark, Lotus-Climax (varv 62, oljeläcka)
- Doug Serrurier, Otello Nucci (LDS-Alfa Romeo) (62, kylare)
- Roy Salvadori, Reg Parnell (Lola-Climax) (56, bränsleläcka)
- Mike Harris (racerförare), Mike Harris (Cooper-Alfa Romeo) (31, hjullager)
- John Surtees, Reg Parnell (Lola-Climax) (26, motor)
- Trevor Taylor, Lotus-Climax (11, växellåda)